# Rhodocybe muritai
Rhodocybe muritai är en svampart som först beskrevs av G. Stev., och fick sitt nu gällande namn av E. Horak 1971. Rhodocybe muritai ingår i släktet Rhodocybe och familjen Entolomataceae.   Inga underarter finns listade i Catalogue of Life.